# 人民運動 (奈及利亞)
人民運動（英語：Movement of the People，縮寫為）是奈及利亞泛非主义左派政黨、政治運動，於1979年由费拉·库蒂建立，不過在費拉與當時的政府抗爭失利之後趨於沉寂；直到2020年尼日利亞抗議期間，方由其么子孫·庫蒂復興。

## 歷史
1979年，奈及利亞音樂家费拉·库蒂建立了人民運動，目標為「如同拖把（mop）般清理社會」，並宣揚恩克鲁玛主义與泛非主义。同年，他提名自己角逐奈及利亞總統，但其提名被當局裁定無效。此後，費拉便淡出政壇，人民運動亦隨之趨於沉寂。
在2020年11月的一場直播記者會中，費拉的么子孫·庫蒂宣告復興人民運動，預定重新將其註冊為政黨。他表示，重振人民運動的目的是作為國家菁英的反對者。此外，孫並解釋稱人民運動將為社会主义與進步主義組織結成的聯盟。2021年1月，孫向媒體表示，他已向選務機關獨立全國選舉委員會正式提出政黨註冊申請。